# Filtro de ar

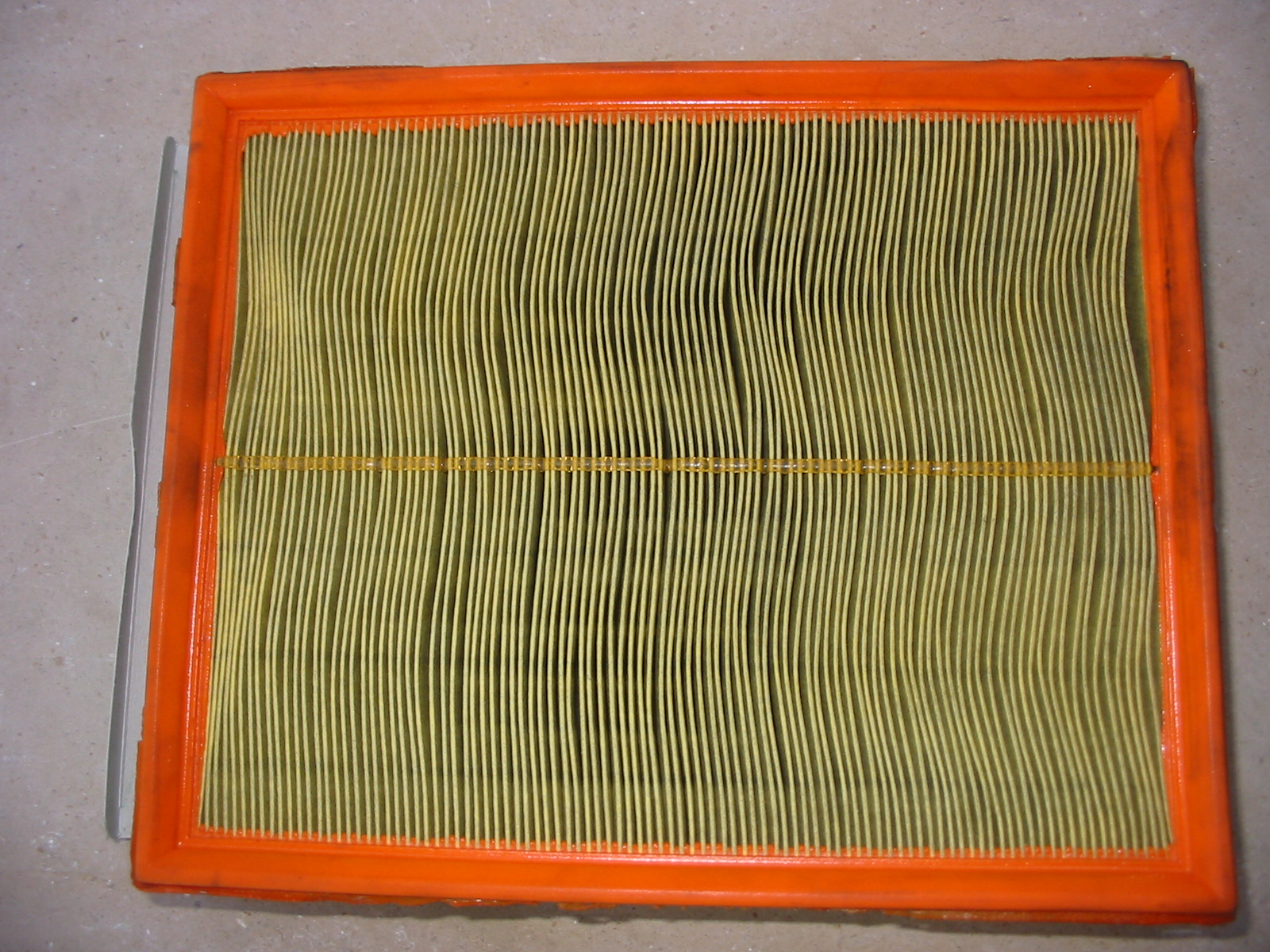
Elemento filtrante de ar usado, lado limpo

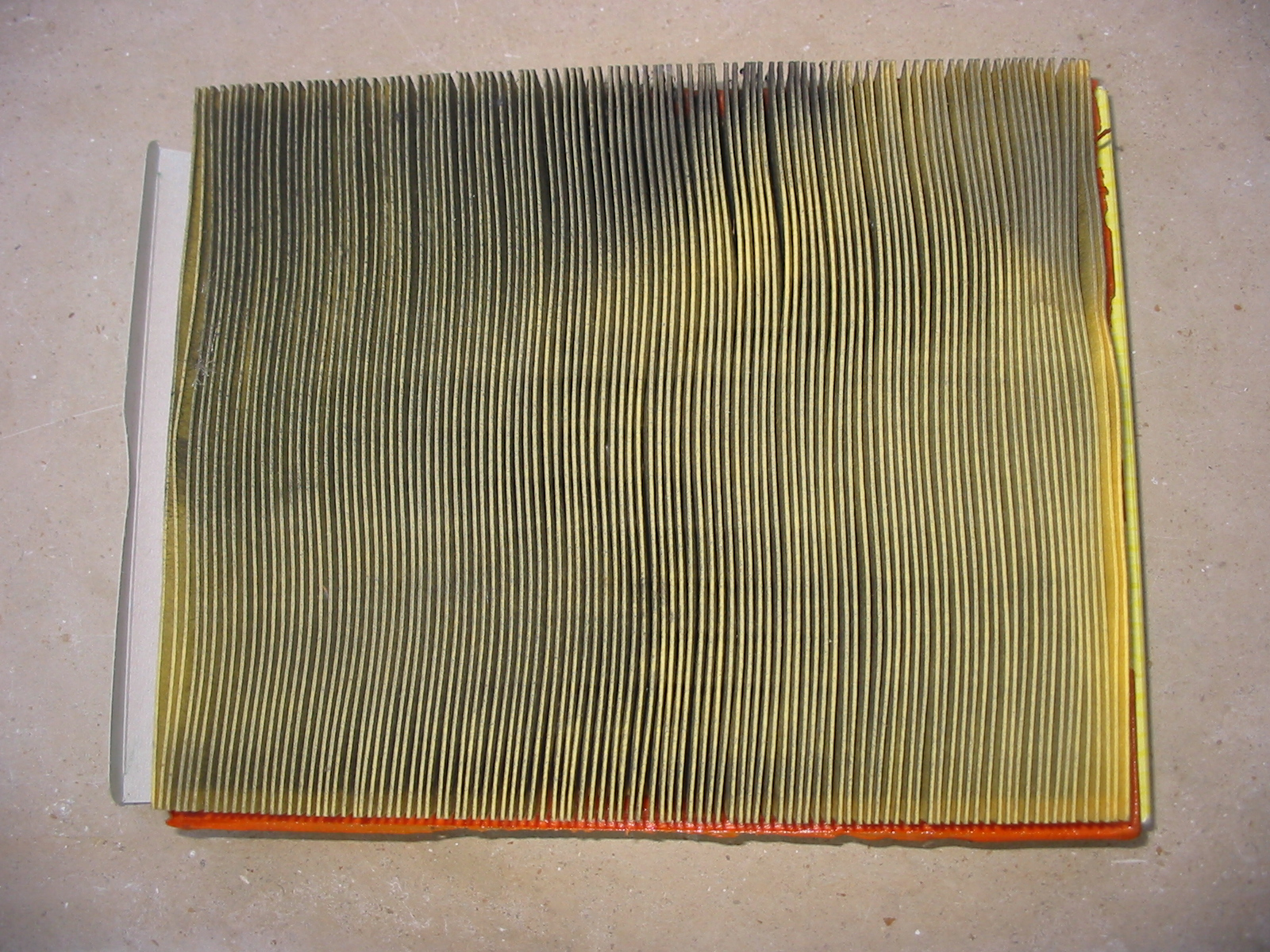
Elemento filtrante de ar usado, lado sujo

O filtro de ar é um equipamento composto por um corpo metálico ou plástico cujo interior possui o elemento filtrante do ar aspirado pelo motor antes de ser usado na mistura da combustão.

## Funções
Sua principal função é filtrar impurezas presentes na atmosfera como pólen, fuligem e partículas de sujeiras, que poderiam eventualmente ou a longo prazo causar danos ao motor, além de proporcionar explosões menos consistentes.
Sua aplicação se dá em qualquer tipo de motor a explosão ou aparelhos que trazem o ar de fora para dentro de uma construção, sendo eles:  compressores, condicionadores de ar, geradores e sendo por isso utilizado em aeronáutica, embarcações e trens.
O filtro de ar influencia diretamente no desempenho e potência do motor bem como sua durabilidade, pois é ele responsável pela aquisição de uma das misturas para o motor (ar), se o filtro tiver dificuldade para proporcionar uma quantidade necessária devido ao acúmulo de impurezas após longo período de uso, o motor trabalhará com menor desempenho e consumirá mais, porém se o filtro liberar demasiadamente a quantidade de ar, o motor trabalhará com explosões fracas de mistura. Um filtro de ar de qualidade é capaz de reter partículas extremamente pequenas, com diâmetro de até de vinte mícrons ou menos.
Deve-se efetuar a troca do elemento regularmente. Em automóveis, a frequência varia de acordo com o motor e a recomendação do fabricante, normalmente de oito a quinze mil quilômetros em atividade normal, podendo esse número cair em condições de uso, como trilhas, ambiente muito empoeirados ou arenosos. O elemento do filtro de ar é um componente relativamente barato, mas pode ser o responsável por danos de alto custo ao motor caso sua substituição dentro das especificações indicadas pelo fabricante seja negligenciada.

## Fabricação
Dependendo do ano e modelo do veículo, é constituído por uma cápsula de metal ou plástico alojando o elemento filtrante que, por sua vez, geralmente é confeccionado com materiais sintéticos e naturais como papel microporoso, espumas ou algodão, envolvido em borracha para a vedação e alguns com estrutura em tela metálica.
Podem ser utilizados a seco (somente o material) ou embebidos em óleo.

## Principais funções
- Aquisição de ar limpo
- Controle e economia de combustível
- Auxilio na vida útil do motor
- Redução da emissão de poluentes